# Slocum Stone

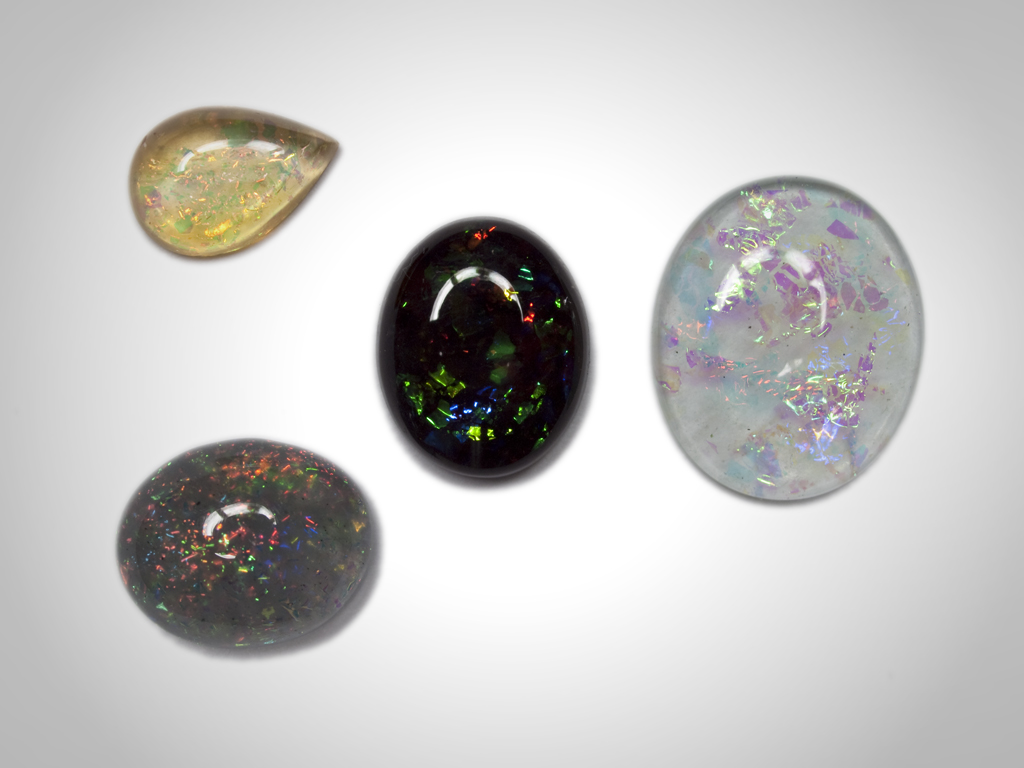
Geschliffene Opal-Imitationen (Cabochons, Slocum-Stone)

Slocum Stone ist nach den Bestimmungen der CIBJO (The Gemstone Book) ein als Opal-Imitation einzustufendes Material. Benannt nach dem Erfinder „John Slocum“ ist diese Imitation ein Natrium-Kalzium-Magnesium-Silikatglas, welches ein optisches Verhalten ähnlich dem Farbspiel von Edelopalen zeigt.
Slocum-Stone wurde in fünf Grundfarben hergestellt – „White“, „Crystal“, „Amber“, „Semi-Black“ und „Black“ und 1976 von der MDI Corporation (Michigan/USA) erstmals vermarktet.
Neben den glastypischen Eigenschaften wie Gasblasen und Schlieren ist das auffälligste Erkennungsmerkmal die deutliche Richtungsabhängigkeit des farbspielähnlichen Effekts. Während in der Aufsicht das „Farbspiel“ deutlich zu erkennen ist, ist dieser Eindruck bei einer Seitenansicht deutlich weniger ausgeprägt.
Als eindeutige Ursache für den optischen Effekt wurden Interferenzerscheinungen an flitterartigen, hauchdünnen (0,3 Mikrometer) und verschieden großen Flocken aus Aluminiumfolie bestimmt.
Einzelheiten des Verfahrens zur Herstellung der Opal-Imitationen wurden nicht bekannt und sind nicht patentiert.
Die Produktion wurde nach dem Tod des Erfinders eingestellt, jedoch gibt es patentierte Methoden, ähnliche Materialien herzustellen.